# Даниловка (Киевская область)
Дани́ловка (укр. Данилівка) — село, входит в Фастовский район Киевской области Украины.
Население по переписи 2001 года составляло 3600 человек. Почтовый индекс — 08624. Телефонный код — 04571. Занимает площадь 3,364 км². В селе протекает р. Бобрица.

## История
Первыми поселенцами в этом крае были племена полян и русичей. В начале второго тысячелетия в Даниловке стояла православная церковь. В 1667 году её сожгли поляки. Память о церкви сохраняется в названии "Церковище" — название угла села.
Из летописи известно, что в 1242 году село называлось Данилов Град. В 1242—1245 гг. Даниил Галицкий поставил по г. Бобрица деревянную крепость и поселил 70 стражников, охранявших Киев от монголо-татарской орды. Это сооружение почти 20 лет была надежной защитой, пока не нашелся предатель, каким был сын Даниила Галицкого Лев.
В 1245—1247 гг. итальянский монах Плано-Карпини — переводчик Папы Римского Иннокентия III — дважды побывал в Даниловке. Здесь он вел переговоры с монголо-татарами. В дороге он заболел, поэтому прожил в деревне 10 дней.

### Казачество
Во второй половине XVII века людей присоединили к Заборскому приходу Николаевской церкви. К востоку от Бобрицы насыпали гору, и поляки, которые защищались от нападения врагов со стороны Киева, над болотом возвели бастионы.
В 1636 году Даниловка вместе с Солтановкой были проданы Яном Солтаном за 9000 злотых Стефану Аксак — киевскому судье.
После изгнания поляков были возобновлены права собственности монастырей на землю и имущество. Поэтому и Даниловка во времена Богдана Хмельницкого была отдана в собственность Киево-Михайловскому монастырю. Это подтверждено универсалом гетмана Мазепы от 22 августа 1699 года.
В 1760—1765 гг. Василий Новосельцев делал перепись населения, согласно которому в Даниловке был 31 дом, насчитывалось 70 жителей. Топографические зарисовки Боплана воспроизводят благосостояние, культуру, архитектуру села — на них изображены жители, улицы, дома, одежда.

### Новейшее время
В 1918 году житель Даниловки Харлам Гончаренко организовал комсомольскую ячейку в с. Парадивка. Михаил Петров и Харлам Гончаренко были в отряде легендарного Пархоменко, который находился в районе Белой Церкви, а затем — в отряде Щорса и участвовали в многочисленных боях гражданской войны. После Октябрьской революции селом проходили деникинцы, петлюровцы и др.. В 1919 году вблизи Даниловки громил деникинцев Ян Борисович Гамарник — председатель Киевского губернского исполнительного комитета. В 1920 году в Даниловке создан комбед им. Ленина. Первым его председателем избран Петр Верещака. В 1930 году в селе организован колхоз "13-летие Октября". Жители в колхозы отдавали свой инвентарь и скот, работали бесплатно. Зажиточных крестьян раскулачивали. Их дома разбирали и строили клубы. Так, в 1931 году было раскулачено семьи Верещака и Мизюков, а Мусия Верещака выслали за Урал. В период Голодомора 1932—1933 гг. умерло от голода более 600 жителей Даниловки. В знак глубокого уважения и уважения к людям на первом кладбище есть памятники, выгравированы имена от умерших от голода, а на кладбище № 2 — мемориальный комплекс: протянутые из земли руки держат буханку хлеба. Когда в стране зародился стахановское движение, его поддержали и крестьяне Даниловки, среди них: Варвара Самойловна Сперкач, Елена Яковлевна Гончаренко, Ирина Ивановна Свинченко. Многие колхозных звеньев Даниловки, Кожуховка, Липового Скитка соревновались за получение урожая картофеля 400—500 ц / га. Зачинатилем движения за рекордные урожаи была звено Софии Максимовны Халаим из колхоза им. Коганович (Липовый Скиток), которая тогда собрала по 700—800 ц / га. За это рекорд София Халаим была награждением орденом Ленина — первым орденом Ленина в Даниловке. Позже она работала председателем Даниловского сельского совета, избиралась неоднократно депутатом сельсовета. В 1941—1945 гг. во время Великой Отечественной войны около Даниловки действовал партизанский отряд под руководством Бондаренко. Это был один из подразделений партизанского отряда им. Федорова, в котором, кроме С.М. Халаим, воевали много других жителей Даниловки. За голову С.М. Халаим Фашисты назначили вознаграждение в 5 тыс. марок и корову. Надежда Ивановна Верещак 7 раз избегала отправки в Германию, а в ноябре 1943 г., когда село было освобождение, Надежда Ивановна вступила в ряды Красной армии. В составе зенитного подразделения она обеспечивала наступление наших войск, о чем говорится в документальном фильме "Мост через Вислу". Односельчане гордятся подвигами своих земляков — Василия Петровича Неды, Петра Федоровича Мельника и Героя Советского Союза Петра Понежды. Мелания Сергеевна Битько и Прасковья Ермолаевна ореховской с Даниловки в годы войны прятали советских бойцов, а потом помогли им добраться партизан. Александр Семенович Щербак сохранил во время фашистской оккупации штамп и печать Даниловского сельсовета. Не вернулись домой с фронтов Немецко-советской войны 311 односельчан. Их имена высечены на памятнике в Даниловке. Почитаются и охраняются крестьянами могиле Неизвестного солдата, воинов-освободителей села: Шарова, Еремчука, Луценко, гайдаровцев, Героя Советского Союза летчика Романенко. За восстановление села в послевоенные времена взялись все жители села. 1 февраля 1959 года на базе колхозов Кожуховка, Даниловка, Липовый Скиток и других был создан совхоз "Кожуховский" в поселке Калиновка. В Даниловке был участок, который специализировался на рослинитцтви и твариництви. В виддфилку в селе достигли высоких показателей: звеньевая М.С. Коляда, управляющий В.М. Лавренчук — в выращивании картофеля (почти 300 ц / га), заведующий фермы Л.Ф. Новосад и О.М. Комар — в надоях молока. Доярка Мария Александровна Попок преодолела пятитысячный рубеж с надоев молока, за что удостоена высоких правительственных наград. В 1970-х годах в селе начала действовать художественная самодеятельность, которой руководил любитель сцены, заместитель директора, краевед Василий Николаевич Сова. Стал лауреатом фестиваля самодеятельного искусства в 1972 году танцевальный коллектив "Даниловские парни", которым руководил Петр Филимонович Калиниченко.

## Местный совет
08621, Київська обл., Васильківський р-н, с.Данилівка, вул.Калініна,120  (укр.)